# Тсонга (народ)

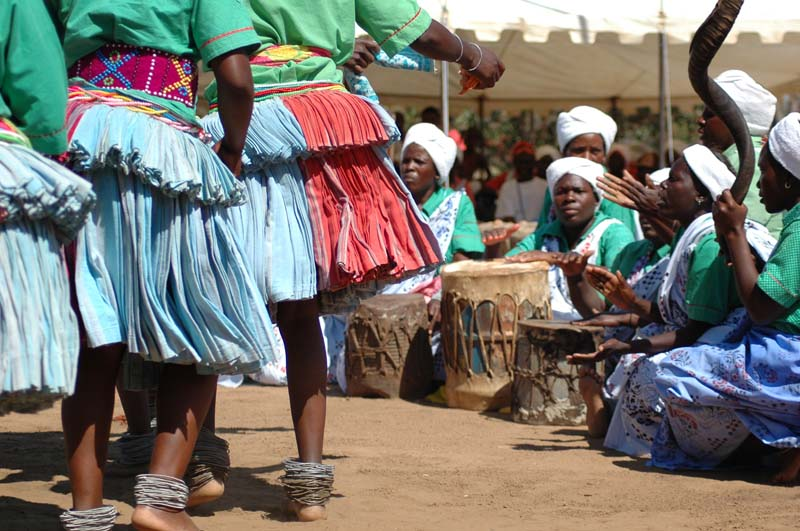
Традиционный танец

Тсо́нга (батсонга) — народ, живущий в Мозамбике южнее реки Саби и в сопредельных районах ЮАР и Зимбабве.
Язык относится к зоне S языковой группы банту бенуэ-конголезской семьи нигеро-конголезской макросемьи языков. Часть тсонга (так называемые шангаан-тсонга, или хлангану) — потомки зулусов, переселившихся из Наталя в 1-й половине XIX века. Большинство тсонга сохраняют традиционные верования (культ сил природы, культ предков), часть — христиане (католики). Основное занятие — земледелие (просо, маниок, бобовые). Развито отходничество в индустриальные районы ЮАР и Замбии.
Общая численность составляет более 7 млн чел., в том числе около 5 млн чел. — в Мозамбике, 2 млн. — в ЮАР, около 0,5 млн чел. — в Зимбабве.